# Pasco County
Pasco County is een county in de Amerikaanse staat Florida.
De county heeft een landoppervlakte van 1.929 km² en telt 344.765 inwoners (volkstelling 2000). De hoofdplaats is Dade City.

## Bevolkingsontwikkeling

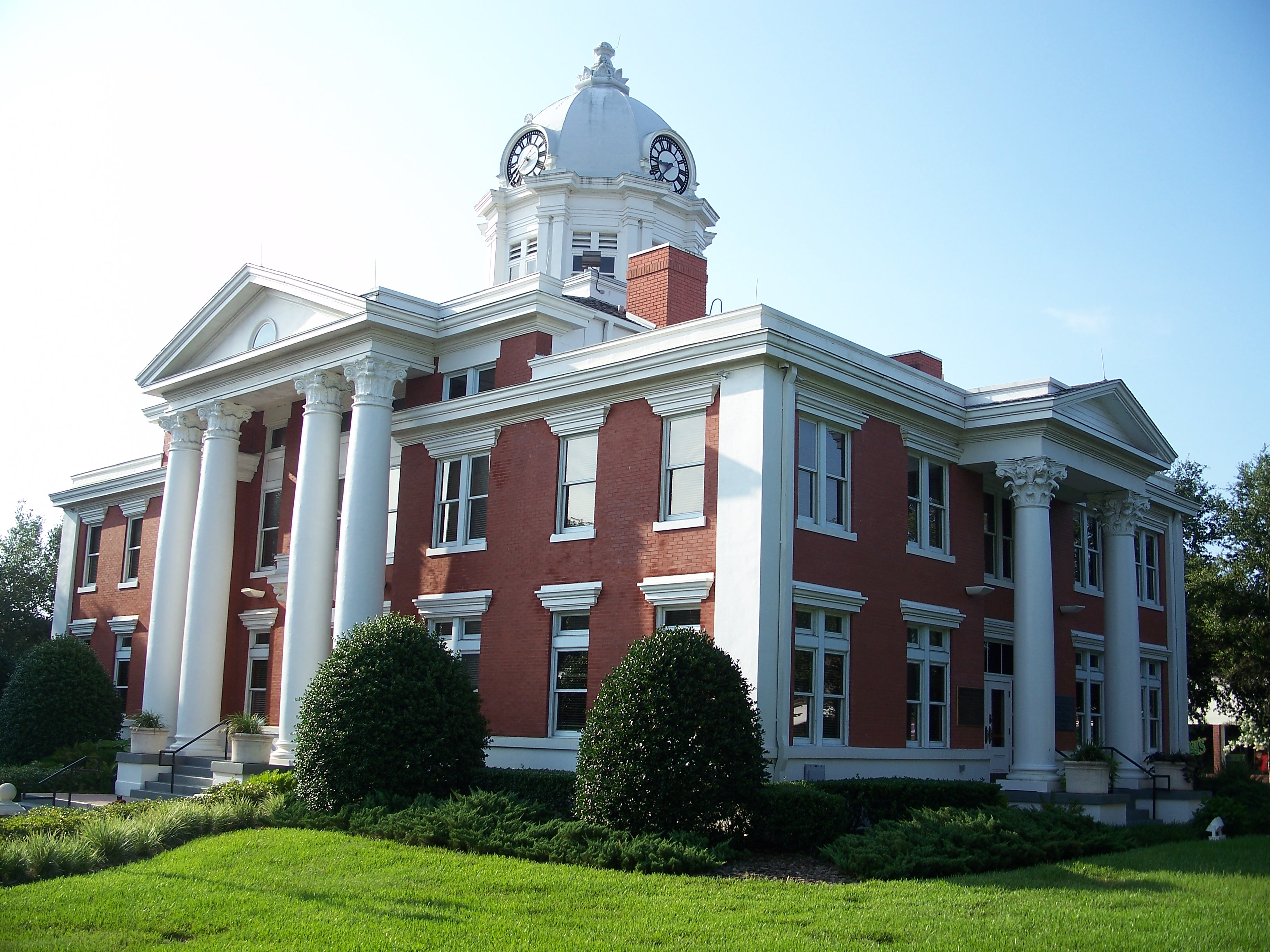
Pasco County Courthouse